# Subdivisões da Guiné-Bissau
O território nacional da Guiné-Bissau encontra-se subdividido para efeitos político-administrativos em regiões, sectores e secções, estando previstas na constituição a criação de outras formas de subdivisões, caso seja necessário por alguma especificidade particular.
Estas divisões administrativas, que sucederam às da antiga Guiné Portuguesa, têm origem nos comités de região, sector e secção estabelecidos pelo Partido Africano para a Independência da Guiné e Cabo Verde em 1964, após o Congresso de Cassacá.
As regiões subdividem-se em autarquias locais, designadas por sectores e secções, com património e finanças próprios. No sector funciona o município, cujos órgãos representativos são a assembleia municipal, como órgão deliberativo, e a câmara municipal, como órgão executivo; nas secções autárquicas, o orgão deliberativo é a assembleia dos moradores, e o executivo a comissão directiva dos moradores.
Os representantes máximos do Governo guineense nas regiões tomam o nome de governadores de região, e de administrador de sector nos sectores.
A Guiné-Bissau está dividida administrativamente em oito regiões e um sector autónomo, Bissau. 